# Агартуу
Агартуу (кирг. Агартуу) — село в Кара-Сууском районе Ошской области Кыргызстана. Входит в состав Жоошского айылного аймака.

## География
Село расположено в северо-западной части области, на расстоянии приблизительно 9 километров (по прямой) к югу от города Кара-Суу, административного центра района. Абсолютная высота — 879 метров над уровнем моря.

## Население
Согласно оценочным данным Национального статистического комитета Кыргызской Республики, численность населения села на начало 2023 года составляла 2374 человека.
| год     | 2009 | 2014 | 2015 | 2020 | 2021 | 2023 |
| ------- | ---- | ---- | ---- | ---- | ---- | ---- |
| человек | 1927 | 2118 | 2131 | 2292 | 2320 | 2374 |